# Pinus squamata
Pinus squamata — це вид хвойних дерев родини соснових.

## Опис
Його зріла висота невідома, оскільки жоден з живих дерев не дозріли до зрілого віку, але вони могли б зрости до 30 м і більше. Pinus squamata має конічну крону та гладку білу кору. Пагони зеленувато-коричневі, гладкі. Листки зовні нагадують такі ж як у Pinus armandii, висячі, зібрані по 4–5 хвоїнок в пучку, 9–17 см завдовжки та 0.8 мм завширшки.

## Поширення
Країни зростання: Китай (провінція Юньнань).
Найчастіше зростає на висоті 2200 м над рівнем моря.
| Соснові | Це незавершена стаття про родину соснові. Ви можете допомогти проєкту, виправивши або дописавши її. |